# Bernardo Bandala
Bernardo Bandala (Teziutlán, Puebla, 20 de agosto de 1893-1959) fue un político mexicano, miembro del Partido Revolucionario Institucional (PRI) y sus antecesores. Fue diputado federal y senador.

## Biografía
Originario de Teziutlán, en la sierra norte de Puebla, donde fue contemporáneo de Vicente Lombardo Toledano y Maximino y Manuel Ávila Camacho; su hermano Homero Bandala fue también diputado federal. Realizó solo estudios básicos. Fue oficial en el Ejército Constitucionalista e integrante del Estado Mayor Presidencial del presidente Venustiano Carranza. Posteriormente fue presidente del Partido Nacional Revolucionario (PNR) en Puebla.
En 1932 fue postulado candidato a diputado federal por el Distrito 2 de Puebla, resultando elegido para la XXXV Legislatura que tuvo término en 1934; en ella fue secretario del Bloque Nacional Revolucionario en la Cámara. En este año fue a su vez postulado candidato y elegido Senador en segunda fórmula para el estado de Puebla, para el periodo de 1934 a 1940 correspondiente a las Legislaturas XXXVI y XXXVII.